# Cleomenes lautus
Cleomenes lautus là một loài bọ cánh cứng trong họ Cerambycidae.